# Nozomu Kanaguchi
Nozomu Kanaguchi (金口 望 Kanaguchi Nozomu?), född 8 september 1981 i Kyoto prefektur, är en japansk före detta fotbollsspelare.
Kanaguchi började sin karriär 2000 i Mito HollyHock. Han spelade 25 ligamatcher för klubben. Han avslutade karriären 2002.